# Leica Geosystems
A Leica Geosystems AG egy geodéziai és építőipari műszereket gyártó   svájci cég. Székhelye: Heerbrugg. Közel 3000 alkalmazottja van világszerte. Több mint 100 országban tart fenn képviseletet. Nevéhez fűződik a világ első kézi lézertávmérője (DISTO).
Elődcégei a Kern és a Wild.

## Termékei
- teodolit, optikai és digitális szintezők, lézeres szintezők, vonallézerek, kézi lézertávmérő, GPS, geodéziai és építőipari mérőállomások, gépvezérlés, forgólézer, csatornalézer, fotogrammetriai termékek, térszkenner.

## Külső hivatkozások
- hivatalos honlap
- hivatalos honlap magyarul
- a magyarországi képviselet honlapja Archiválva 2006. április 17-i dátummal a Wayback Machine-ben